# Ecnomus malaissei
Ecnomus malaissei är en nattsländeart som beskrevs av G. Marlier 1981. Ecnomus malaissei ingår i släktet Ecnomus och familjen trattnattsländor. Inga underarter finns listade i Catalogue of Life.